# WTA German Open 2003
Il WTA German Open 2003 è stato un torneo di tennis giocato sulla terra rossa.
È stata la 91ª edizione del German Open, che fa parte della categoria Tier I nell'ambito del WTA Tour 2003.
Si è giocato al Rot-Weiss Tennis Club di Berlino in Germania dal 5 all'11 maggio 2003.

## Campionesse

### Singolare
Justine Henin-Hardenne ha battuto in finale  Kim Clijsters con il punteggio di 6–4, 4–6, 7–5.

### Doppio
Virginia Ruano Pascual /  Paola Suárez hanno battuto in finale  Kim Clijsters /  Ai Sugiyama con il punteggio di 6–3, 4–6, 6–4.